# Антипов, Александр Васильевич
Алекса́ндр Васи́льевич Анти́пов (род. 9 марта 1955, Bagdonys, Купишкское районное самоуправление) — советский легкоатлет, специалист по бегу на длинные дистанции и кроссу. Выступал за сборную СССР по лёгкой атлетике в 1977—1982 годах, бронзовый призёр чемпионата Европы, обладатель серебряных и бронзовых медалей кроссовых чемпионатов мира, победитель и призёр первенств всесоюзного значения, рекордсмен СССР в беге на 10 000 метров, участник летних Олимпийских игр в Москве. Представлял город Вильнюс и спортивное общество «Трудовые резервы». Мастер спорта СССР международного класса.

## Биография
Александр Антипов родился 9 марта 1955 года в селе Багдонис, Литовская ССР.
Начал заниматься лёгкой атлетикой в 1973 году под руководством тренера А. Вилкаса, состоял в добровольном спортивном обществе «Трудовые резервы» (Вильнюс).
Впервые заявил о себе на всесоюзном уровне в сезоне 1977 года, когда одержал победу на чемпионате СССР по кроссу в Тирасполе. Попав в состав советской сборной, выступил на чемпионате мира по кроссу в Дюссельдорфе, где закрыл двадцатку сильнейших в личном зачёте и помог своим соотечественникам выиграть бронзовые медали командного зачёта.
В 1978 году вновь был лучшим на кроссовом чемпионате СССР в Тирасполе, стал серебряным призёром в личном зачёте на кроссовом чемпионате мира в Глазго, с национальным рекордом СССР 27:31,5 завоевал бронзовую медаль в беге на 10 000 метров на чемпионате Европы в Праге.
В 1979 году получил серебряную награду в беге на 3000 метров на зимнем чемпионате СССР в Минске, победил на чемпионате СССР по кроссу в Ессентуках, взял бронзу в личном зачёте на чемпионате мира по кроссу в Лимерике. На чемпионате страны в рамках VII летней Спартакиады народов СССР в Москве финишировал третьим в дисциплине 5000 метров и выиграл бег на 10 000 метров. Позже на дистанции 10 000 метров стал вторым на Кубке Европы в Турине и третьим на Кубке мира в Монреале.
На чемпионате мира по кроссу 1980 года в Париже был шестым и пятым в личном и командном зачётах соответственно. Благодаря череде удачных выступлений удостоился права защищать честь страны на летних Олимпийских играх в Москве — на предварительном квалификационном этапе бега на 10 000 метров сошёл с дистанции и в финал не вышел.
После московской Олимпиады Антипов остался действующим спортсменом на ещё один олимпийский цикл и продолжил принимать участие в различных легкоатлетических турнирах. Так, в 1982 году он выиграл зимний чемпионат СССР по кроссу в Ессентуках, тогда как на кроссовом чемпионате мира в Риме занял 19-е место в личном зачёте и получил бронзу командного зачёта.
В феврале 1983 года превзошёл всех соперников на чемпионате СССР по кроссу в Кисловодске.
За выдающиеся спортивные достижения удостоен почётного звания «Мастер спорта СССР международного класса».